# 1478 Vihuri
1478 Vihuri là một tiểu hành tinh vành đai chính với chu kỳ quỹ đạo là 1414,2465144 ngày (3,87 năm).
Tiểu hành tinh được phát hiện ngày 6 tháng 2 năm 1938.